# ブレゲンツ音楽祭

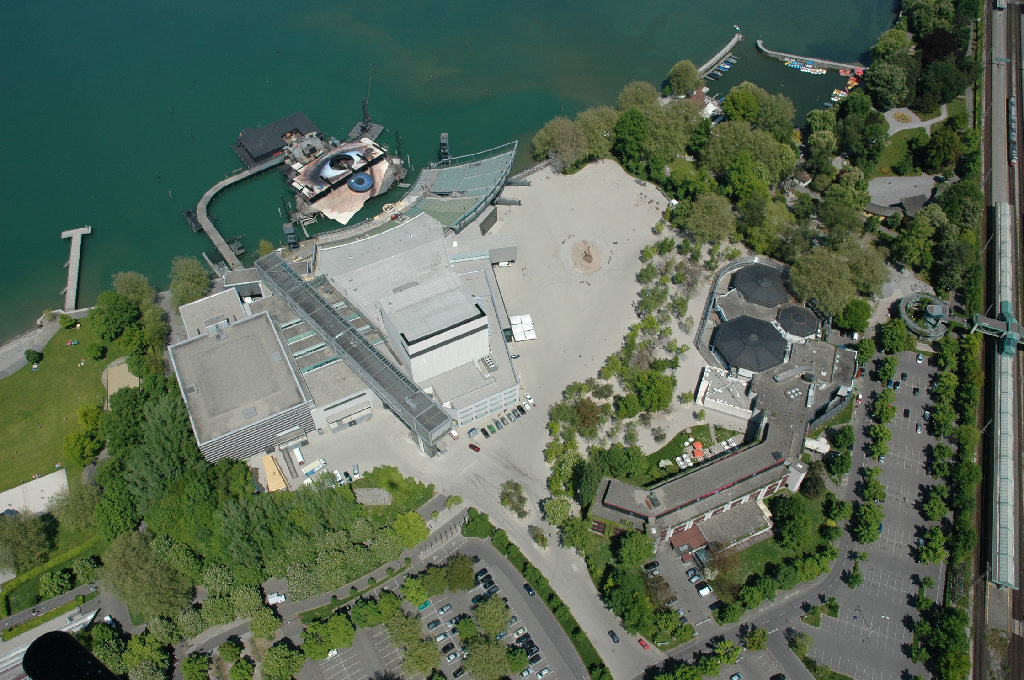
上空から見た湖上舞台（2008）

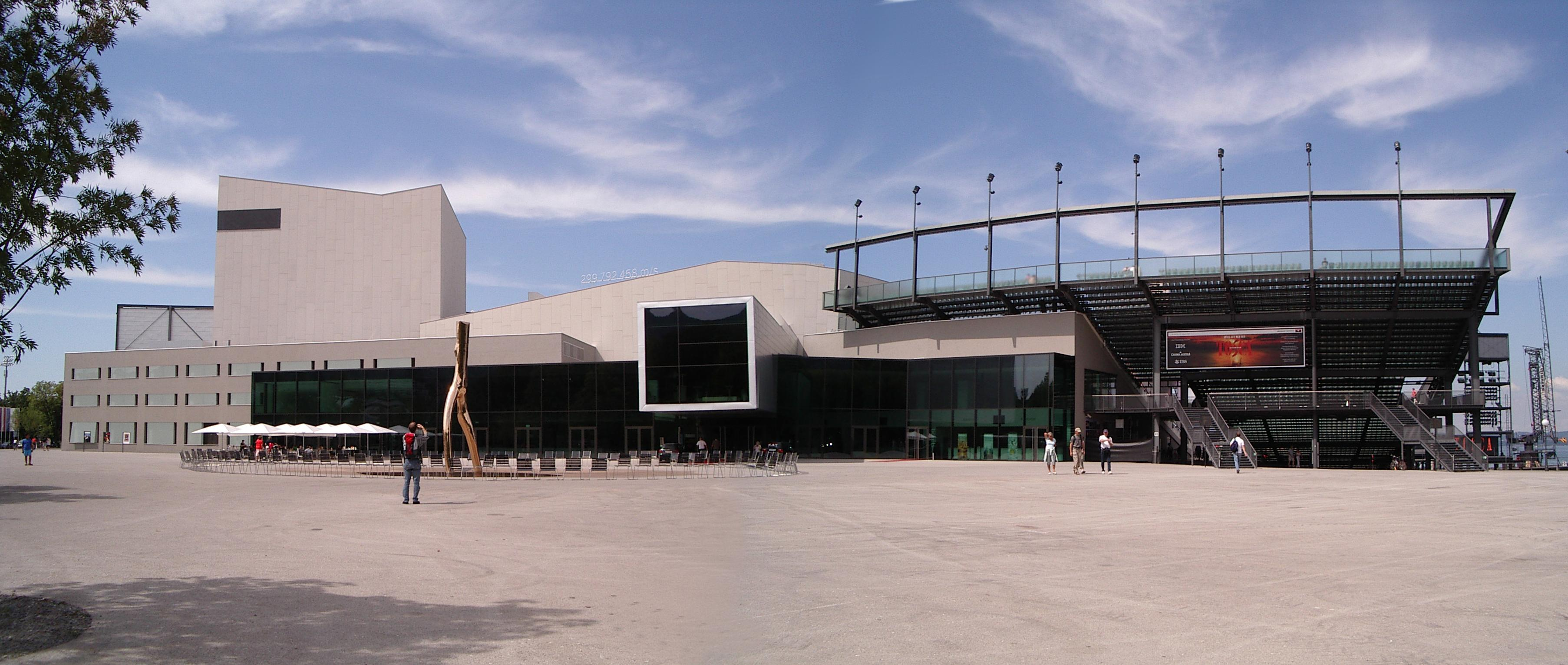
祝祭劇場（2007）

ブレゲンツ音楽祭（ドイツ語: Bregenzer Festspiele）はオーストリアのブレゲンツで毎年7月から8月にかけて開かれる音楽祭。

## 概要
1946年より開催され、いくつかの会場で様々なイベントを開催する。レジデント・オーケストラはウィーン交響楽団。2010年にはおよそ100の公演を行い、20万人近くを動員した。
- 湖上舞台（Seebühne）：ボーデン湖の水上に設営された舞台。客席は7000席あり大規模なオペラやミュージカルが上演される。レパートリーはポピュラーなものが多いが、ステージの延長として湖が使用され、独創的で斬新な演出がみられる。
- 祝祭劇場（Festspielhaus）：上演機会が稀なオペラやコンサートの演奏が行われる。
- ワークショップ劇場（Werkstattbühne）：現代演劇や現代オペラが紹介される。
- コルンマルクト劇場（Theater am Kornmarkt）：オペレッタや演劇が上演される。

2015年からエリザベート・ソボトゥカが芸術監督を務めている。

## 上演演目

### 湖上舞台
- ヴォルフガング・アマデウス・モーツァルト『バスティアンとバスティエンヌ』『アイネ・クライネ・ナハトムジーク』（1946）
- モーツァルト『後宮からの誘拐』（1947）
- ヨハン・シュトラウス2世『ヴェネツィアの一夜』（1948）
- シュトラウス『インディゴと40人の盗賊』（1949）
- カール・ミレッカー『ガスパローネ』（1950）
- シュトラウス『ジプシー男爵』（1951）
- カール・ツェラー『小鳥売り』（1952）
- フランツ・フォン・スッペ『ボッカチオ』（1953）
- シュトラウス『こうもり』（1954）
- シュトラウス『ヴェネツィアの一夜』（1955）
- ミレッカー『乞食学生』（1956）
- アルベルト・ロルツィング『ロシア皇帝と船大工』（1957）
- ベドルジハ・スメタナ『売られた花嫁』（1958）
- シュトラウス『インディゴと40人の盗賊』（1959）
- シュトラウス『ウィーン気質』、ピョートル・チャイコフスキー『白鳥の湖』（1960）
- シュトラウス『ジプシー男爵』、セルゲイ・プロコフィエフ『ロメオとジュリエット』（1961）
- ロベルト・シュトルツ『夢の島』、チャイコフスキー『くるみ割り人形』（1962）
- スッペ『怪盗団』、レオ・ドリーブ『シルヴィア』（1963）
- フランツ・レハール『微笑みの国』、チャイコフスキー『眠れる森の美女』（1964）
- シュトラウス『ヴェネツィアの一夜』、ヘルムート・エーダー『オデュッセウスの放浪』（1965）
- ジャック・オッフェンバック『美しきエレーヌ』、チャイコフスキー『白鳥の湖』（1966）
- ロルツィング『ロシア皇帝と船大工』、ニコライ・リムスキー＝コルサコフ『シェヘラザード』、アレクサンドル・ボロディン『だったん人の踊り』（1967）
- レハール『メリー・ウィドウ』（1968）
- シュトルツ『ボーデン湖の結婚式』、ヤン・ハヌシュ『オテロ』（1969）
- シュトラウス『こうもり』（1970）
- ジョージ・ガーシュウィン『ポーギーとベス』（1971）
- ミレッカー『乞食学生』、ヘンリー・パーセル『妖精の女王』（1972）
- リヒャルト・ワーグナー『さまよえるオランダ人』（1973）
- ジョルジュ・ビゼー『カルメン』（1974）
- シュトラウス『ヴェネツィアの一夜』、アドルフ・アダン『海賊』（1975）
- オッフェンバック『ホフマン物語』（1976）
- カール・マリア・フォン・ウェーバー『オベロン』、チャイコフスキー『眠れる森の美女』（1977）
- シュトラウス『インディゴと40人の盗賊』（1978）
- ジャコモ・プッチーニ『トゥーランドット』（1979）
- モーツァルト『後宮からの誘拐』（1980）
- レナード・バーンスタイン『ウエスト・サイド物語』（1981）
- シュトラウス『ジプシー男爵』（1982）
- コール・ポーター『キス・ミー・ケイト』（1983）
- ツェラー『小鳥売り』（1984）
- モーツァルト『魔笛』（1985-1986）
- オッフェンバック『ホフマン物語』（1987-1988）
- ワーグナー『さまよえるオランダ人』（1989-1990）
- ビゼー『カルメン』（1991-1992）
- ジュゼッペ・ヴェルディ『ナブッコ』（1993-1994）
- ルートヴィヒ・ヴァン・ベートーヴェン『フィデリオ』（1995-1996）
- ガーシュウィン『ポーギーとベス』（1997-1998）
- ヴェルディ『仮面舞踏会』（1999-2000）
- プッチーニ『ラ・ボエーム』（2001-2002）
- バーンスタイン『ウエスト・サイド物語』（2003-2004）
- ヴェルディ『イル・トロヴァトーレ』（2005-2006）
- プッチーニ『トスカ』（2007-2008）
- ヴェルディ『アイーダ』（2009-2010）
- ウンベルト・ジョルダーノ『アンドレア・シェニエ』（2011-2012）
- モーツァルト『魔笛』（2013-2014）
- プッチーニ『トゥーランドット』（2015-2016）
- ビゼー『カルメン』（2017-2018）
- ヴェルディ『リゴレット』（2019-2020）※予定
- プッチーニ『蝶々夫人』（2021-2022）※予定

### 祝祭劇場
- ヴェルディ『ファルスタッフ』（1980）
- ヴェルディ『オテロ』（1981）
- ガエターノ・ドニゼッティ『ランメルモールのルチア』（1982）
- ウェーバー『魔弾の射手』（1983）
- プッチーニ『トスカ』（1984）
- ヴィンチェンツォ・ベッリーニ『清教徒』（1985）
- ドニゼッティ『アンナ・ボレーナ』（1986）
- ヴェルディ『エルナーニ』（1987）
- カミーユ・サン＝サーンス『サムソンとデリラ』（1988-89）
- アルフレード・カタラーニ『ワリー（英語版）』（1990）
- チャイコフスキー『マゼッパ』（1991）
- エクトル・ベルリオーズ『ファウストの劫罰』（1992）
- ジョルダーノ『フェドーラ（英語版）』（1993）
- リッカルド・ザンドナーイ『フランチェスカ・ダ・リミニ（英語版）』（1994）
- リムスキー＝コルサコフ『見えざる街キーテジと乙女フェヴローニヤの物語』（1995）
- エルネスト・ショーソン『アルテュス王』（1996）
- アントン・ルビンシテイン『デーモン』（1997）
- イタロ・モンテメッツィ『三人の王の愛』（1998）
- ボフスラフ・マルティヌー『ギリシャの受難劇（英語版）』（1999）
- リムスキー＝コルサコフ『金鶏』（2000）
- カーライル・フロイド『二十日鼠と人間』（2001）
- マルティヌー『ジュリエッタ（英語版）』（2002）
- レオシュ・ヤナーチェク『利口な女狐の物語』（2003）
- クルト・ヴァイル『王宮』『主役』（2004）
- カール・ニールセン『仮面舞踏会（英語版）』（2005）
- クロード・ドビュッシー『アッシャー家の崩壊』（2006）
- ベンジャミン・ブリテン『ヴェニスに死す（英語版）』（2007）
- エルンスト・クルシェネク『カール5世』（2008）
- カロル・シマノフスキ『ロジェ王』（2009）
- ミェチスワフ・ヴァインベルク『パサジェルカ（英語版）』（2010）
- ジュディス・ウェイア『ジェットコースター』（2011）
- デトレフ・グラナート『ソラリス』（2012）
- アンジェイ・チャイコフスキ『ヴェニスの商人』（2013）
- エデン・フォン・ホルヴァート『ウィーンの森の物語』（2014）
- オッフェンバック『ホフマン物語』（2015）
- フランコ・ファッチョ『ハムレット』（2016）
- ロッシーニ『エジプトのモーゼ』（2017）
- ベルトルト・ゴルトシュミット『ベアトリーチェ・チェンチ』（2018）
- ジュール・マスネ『ドン・キショット』（2019）※予定
- アッリーゴ・ボーイト『ネローネ』（2020）※予定

## 文献
- Ernst Bär: Spiel auf dem See. Die Bregenzer Festspiele von der Gründung bis zur Gegenwart. Österreichischer Bundesverlag, Wien 1984 ISBN 3-215-05705-0
- Annemarie Bösch-Niederer: Bregenzer Festpiele, in: Vorarlberg Chronik
- Dagmar Stecher-Konsalik (Hrsg.): Musik auf dem See - verzaubertes Bregenz. Hestia, Bayreuth 1986 ISBN 3-7770-0310-7
- Andrea Meuli (Hrsg.): Die Bregenzer Festspiele. Residenz-Verlag, Salzburg/Wien 1995 ISBN 3-7017-0950-5
- Wolfgang Willaschek (Hrsg.): Bühnenwelten. Werkstatt Bregenz. Ueberreuter, Wien 2003 ISBN 3-8000-3955-9